# Grisen i säcken (musikalbum)
Grisen i säcken är en musikalbum av Galenskaparna och After Shave från 1992. Albumet innehåller musiken från pjäsen Grisen i säckens första akt.

## Låtförteckning
Alla låtar är skrivna av Claes Eriksson.
1. "Frisörens sång" - Jan, Per, Peter, Knut
2. "I parfymaffären" -alla
3. "Grisen i säcken" alla
4. "Utan mankemang" Per, Claes
5. "Svärföräldrarna" - Knut, Per, Kerstin
6. "Telefonsamtalet" - Claes, Jan
7. "Mitt lilla rugbylag" - Jan
8. "Astor (Bossa-kungen)" - Peter, Kerstin
9. "Min lille streber" - Kerstin
10. "Utan mankemang (igen)" - Per, Claes, Jan, Peter, Knut, Kerstin
11. "Överraskningarnas man" - alla
12. "Min man har blivit politiker" Per, Kerstin, Anders, Claes
13. "Stapeldiagram" -alla
14. "Vinden i ryggen" - Anders, Claes, Kerstin
15. "Som en kork i mörker" Peter, Claes, Anders, Jan, Knut
16. "Min lille streber (igen)" - Kertsin
17. "Grisen i säcken (TV-leken)" - alla

Sång: After Shave: Knut Agnred, Per Fritzell, Peter Rangmar, Jan Rippe; Galenskaparna: Kerstin Granlund, Anders Eriksson, Claes Eriksson.

### Fotnoter
1. ↑  ”Grisen i säcken”. Discogs. 26 februari 1992. http://www.discogs.com/Galenskaparna-och-After-Shave-Grisen-I-S%C3%A4cken/release/3756363. Läst 13 augusti 2011.